# Чарат Сингх
Сардар Чарат Сингх (в.-пандж. ਚੜਤ ਸਿੰਘ; 1733—1770) — первый вождь мисаля (клана) Сукерчакия, отец Махи Сингха и дед Ранджита Сингха. Он отличился в раннем возрасте в походах против Ахмад-шаха Абдали и вместе со 150 всадниками отделился от Сингпурийского мисаля, чтобы основать свой собственный Сукерчакийский мисаль.

## Биография
Родился в 1733 году. Старший сын Наудха Сингха Сандху, сына Будды Сингха Сукерчакия. Он женился на дочери Амира Сингха из Гуджранвалы, старшего и могущественного сардара, и перенес туда свою штаб-квартиру. В 1760 году Убед-хан, губернатор Лахора, атаковал его форт в Гуджранвале, но был разгромлен в последовавшем сражении, потому что Чарат Сингх получил разведданные об этом нападении. В 1761 году сикхи из Эминабада попросили у него помощи против их правителя, Фаудара. В битве у форта Фаудара Чарат Сингх и десять его всадников бросились на линию противника и убили их предводителя . В 1762 году он атаковал арьергард отступающей армии Ахмад-шаха Абдали и захватил "Вазирабад, Ахмадабад, Рохтас, Дханни, Чаквал, Джалалпур, Пинд-Дадан-Хан, Кот-Сахиб-Сингх, Раджа-Ка-кот и т. д., вызвав соседнего сикхского зависть мисаля Бханги. В 1774 году он вторгся в Джамму вместе с Джаем Сингхом из мисаля Канхайя, чтобы помочь старшему сыну Ранджита Део, Бриджу Раджу Део, выступить против своего отца. Мисаль Бханги встал на сторону Ранджита Део против Чарата Сингха. Во время подготовки к битве фитильный замок взорвался и убил его. Во время битвы на следующий день Джандха Сингх, лидер мисаля Бханги, был убит, и оба клана отступили от боя.

### Ключевые брачные союзы, которые укрепили мисаль Сукерчакия
Чарат Сингх укрепил свое положение брачными союзами:
- Сын Чарата Сингха Маха Сингх был женат на дочери Джая Сингха Манна из Могалчака
- Дал Сингх Калианвала из Алипура, переименованного в Акалгарх, был женат на сестре Чарат Сингха
- Сохель Сингх Бханги был женат на дочери Чарата Сингха
- Сахиб Сингх Бханги, сын Гуджара Сингха, был женат на другой дочери, Радж Каур

Чтобы занять видное место среди сикхов, Чарат Сингх построил форт в Амритсаре к северу от города " — индийский историк Хари Рам Гупта.

## Битвы с участием Чарат Сингха
- Битва при Лахоре (1759)
- Битва при Эминабаде (1761)
- Битва при Сиалкоте (1761)
- Битва при Гуджранвале (1761)[7][8]
- Оккупация Лахора сикхами[9]
- Битва при Сиалкоте (1763)[7]

## В популярной культуре
В историческом телесериале 2010 года «Махараджа Ранджит Сингх», транслируемом по каналу DD National, роль Чарата Сингха исполнял Джаспал Сингх Сехгал.